# Maximilian Albert Landerer

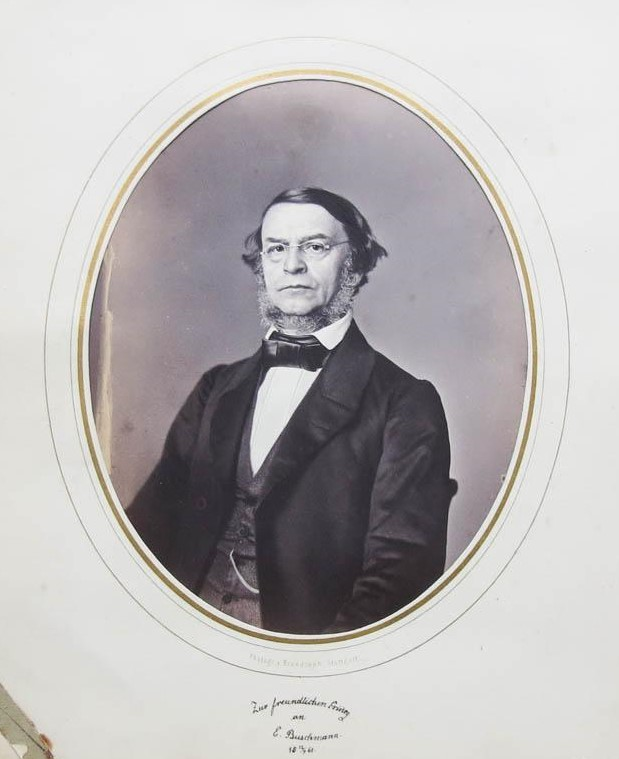
Prof. Maximilian Albert Landerer, Fotografie von Friedrich Brandseph, 1861

Maximilian Albert Landerer (* 14. Januar 1810 in Maulbronn; † 13. April 1878 in Tübingen) war württembergischer evangelischer Theologe.

## Werdegang
Der Familienüberlieferung gemäß von Jugend auf zum Geistlichen bestimmt, durchlief Maximilian Albert Landerer mit dem Besuch des niederen und höheren Seminars die gewöhnliche Studienlaufbahn der württembergischen Theologen mit großem Fleiß und treuer Gewissenhaftigkeit. Er hatte 1824 als Schüler in Maulbronn acht von vierzehn Zeugnisnoten im Bereich »Gering«, »Mehr als mittelmäßig« und »Mittelmäßig«, aber er absolvierte seine Studien in Tübingen mit angeblich glänzenden Zeugnissen.
Er wurde von 1832 bis 1834 Amtsgehilfe seines Vaters, Philipp Gottlieb Landerer, Pfarrer in Walddorf. Sein Bruder war Philipp Heinrich Landerer, der Mediziner und Psychiater wurde. Dieser gründete 1852 die bis heute bestehende Klinik im Christophsbad in Göppingen.
Maximilian Albert Landerer wurde 1834 Repetent in Maulbronn und 1835 Repetent am Tübinger Stift. Die vier Jahre eifrigen Lernens und Lehrens, die er dort zubrachte, wurden durch eine Reise nach Norddeutschland einschließlich Berlin unterbrochen, wo er mit Daniel Amadeus Neander, August Twesten, Henrich Steffens und anderen in Verbindung trat.
1839 wurde er zum ersten Diakon (Archidiakon) in Göppingen ernannt. 1840 wurde er nach der Resignation von Eduard Elwert zum außerordentlichen Professor der Theologie und zum Frühprediger nach Tübingen berufen. Ruhig, ohne viele Wandlungen und Wanderungen ist dort nun sein Leben verflossen, in seltener Einfachheit, das Bild eines echten schwäbischen Gelehrten- und Professorenlebens. Einen Ruf nach Kiel 1843 lehnte er ab, ebenso einen nach Göttingen 1862.
Er hat Tübingen nicht mehr verlassen und während Generationen von Studenten zu seinen Füßen saßen, rückte er, vom Strom der Zeit und von seinen eigenen Verdiensten getragen, allmählich zu höheren Stellen und Würden vor. 1842 wurde er Präsident des 8-köpfigen Komitees des von Georg Friedrich Müller gegründeten „Medizinischen Missions-Instituts zu Tübingen“. Dieses Institut stieß allerdings auf Ablehnung seitens der Basler Mission. 1842 wurde Landerer Ordinarius, 1860 erster Inspektor des theologischen Seminars (Stiftes), 1844 war er von der theologischen Fakultät in Königsberg zum Doktor der Theologie honoris causa ernannt worden. 1848 kooperierte er mit dem Mediziner Carl Heinrich Rösch (1807–1866) im „Leitenden Ausschuss der Heil- und Erziehungsanstalt für kretine Kinder“ im ehemaligen Kloster Mariaberg. Die Anstalt war von Carl Heinrich Rösch ins Leben gerufen worden.
Seinem unermüdlichen Wirken tat ein schwerer Sturz im Jahr 1875 Einhalt, bei dem er sich eine Brustverletzung zuzog. Von da an kränkelte er, 1877 nahm er seine Entlassung; die zahlreichen Freunde und Schüler, die aus allen Gegenden des engeren und weiteren Vaterlandes zum Universitätsjubiläum 1877 nach Tübingen eilten, trafen ihn noch frisch und munter, aber zunehmende Kränklichkeit vereitelte seinen Plan, seine wissenschaftlichen Werke herauszugeben oder zur Herausgabe vorzubereiten.
Am 13. April 1878 machte eine Lungenblutung dem schwindenden Leben unerwartet ein Ende. Er wurde auf dem Tübinger Stadtfriedhof bestattet.

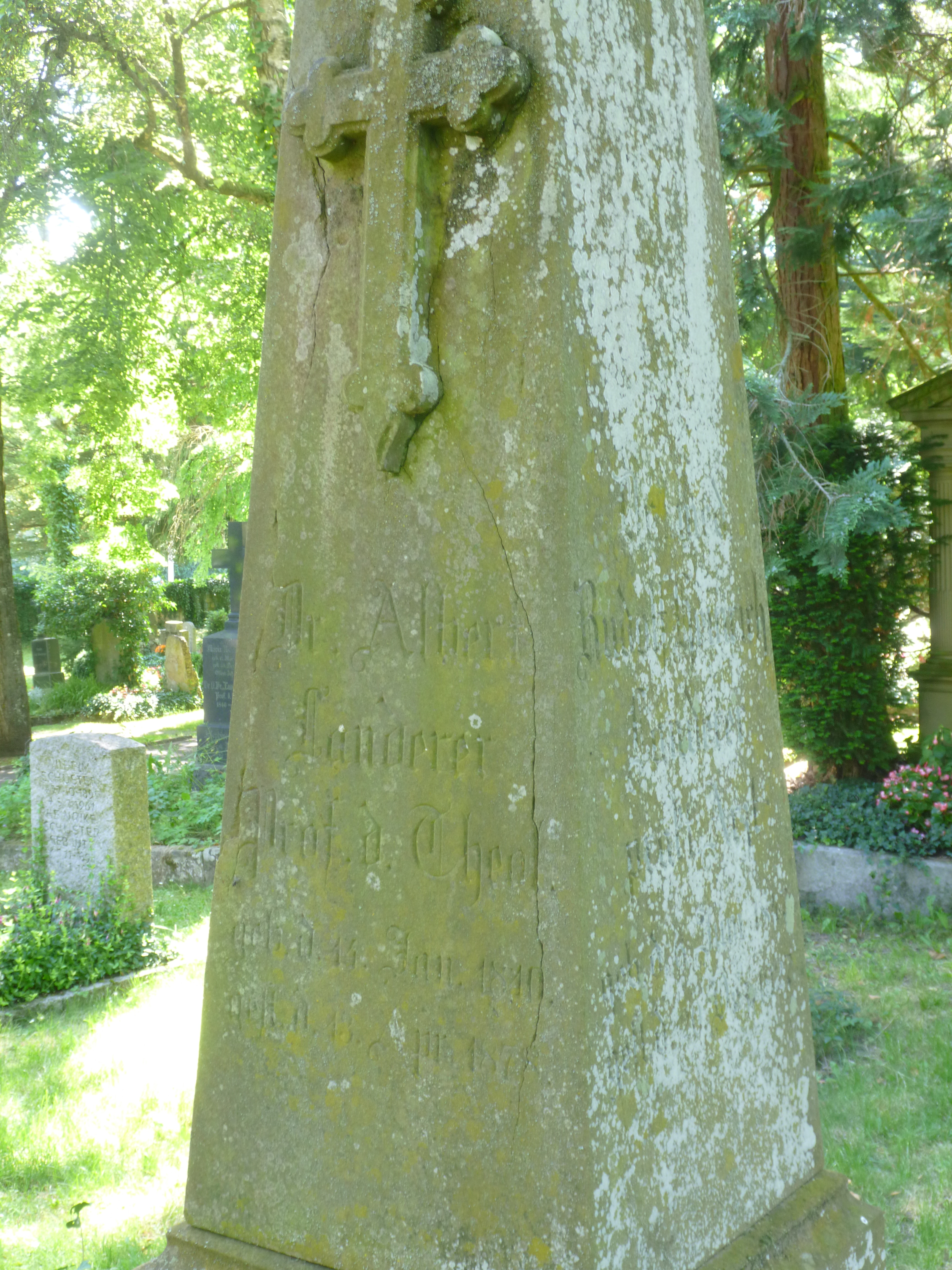
Grab

## Familie
Seine erste Ehe mit Emilie geb. Pistorius 1839 endete durch den Tod der jungen Frau nach wenigen Wochen. Zum zweiten Male verheiratete er sich 1845 mit Emma geb. Werner, seiner Schwägerin und der Schwester seines Studiengenossen Gustav Werner. Eine Tochter und drei Söhne überlebten den Vater.

## Wirken
Landerer war ein Gelehrter im besten Sinne des Wortes. Er galt als liebenswürdig, human und zuvorkommend mit nimmermüder Freundlichkeit gegen die ihn umdrängende Studentenwelt. Sein ethisch geläuterter Charakter drückte sich schon äußerlich in der seiner Achtung gebietenden Persönlichkeit aus – in den dunklen klugen Augen, die wohlwollend und humoristisch zugleich unter der Brille hervorblitzten.
```
Eine Anekdote weiß zu berichten, er habe einmal sein eigenes Exemplar seiner Dogmatik verlegt und einen Studenten gebeten, ihm das seinige auszuleihen. Dieser habe sich erst gesträubt, weil er einige freche Anmerkungen hinzugefügt hatte, dann aber wohl oder übel nachgegeben. Landerer aber habe sich damit aufs beste amüsiert.
```

Still und anspruchslos, wie sein Lebensweg, war auch sein Wesen, es haftete ihm etwas von der bekannten schwäbischen Zurückhaltung an. Er hätte sich schwerlich an einer anderen deutschen Universität heimisch gefühlt, wie er auch seine Ferienreisen nie weit über die engere Heimat ausdehnte. Seiner durchaus geraden und gerechten Natur war jedes bloße Scheinwesen zuwider. Er berief sich nie auf seine umfassendste Gelehrsamkeit, die sich nicht bloß auf die ihm nahe liegenden Disziplinen, Theologie und Philosophie, sondern auch auf Naturwissenschaften und Literatur erstreckte.
Ein Gehörleiden, das schon im Knabenalter begann und im Alter zunahm, und das den Verkehr mit ihm sehr erschwerte und auch störend auf seinen Vortrag als Lehrer und Prediger einwirkte, machte ihn weder misstrauisch noch empfindlich. In den Studentenjahren hat ihn dies Leiden von dem eigentlichen burschikosen Treiben zurückgehalten, aber die Freude des regen geselligen Verkehrs war ihm nicht bloß vergönnt, sondern durch seinen nie versiegenden, treffenden, aber nicht boshaften Humor, dessen prägnanteste Äußerungen als geflügelte Worte von Mund zu Mund gingen, war er meistens der Mittelpunkt des Kreises.
Das Ideal eines akademischen Lehrers war er nicht: Trotz eines eminenten Gedächtnisses, das sich auch in einer großartigen Personenkenntnis zeigte, las er alle seine Vorträge vom Blatt ab. Seine Stimme war keine angenehme, und eine maßvolle Beschränkung des Stoffes mit festem, abschließendem Resultat zu geben, war ihm nicht möglich. Einige seiner Veröffentlichungen sind bemerkenswert durch die feine Psychologie und den schönen Fluss der Sprache, der im mündlichen Vortrag weniger hervortrat.
Es war eine tief gegründete Eigentümlichkeit seines Wesens und auch seines Lehrens, dass er sich in seiner Wissenschaft nie genug tun konnte, dass er nie mit sich zufrieden war. Er war in erster Linie Kritiker, und die Nüchternheit, Klarheit und objektive Begründung seiner Kritik machte dieselbe ungemein wertvoll. Ein Dialektiker, der seines gleichen suchte, fand er alle möglichen Gründe und Gegengründe, und wenn er in der großartig angelegten Architektonik seiner Vorlesungen, z. B. seiner Dogmatik, lebhaft an die alten Scholastiker erinnerte, so fehlte ihm dagegen das notwendige, sichere Ende des systematischen Abschlusses.
Seine Vorlesungen, die sich auf den weiten Umkreis von Dogmatik, Dogmengeschichte, Symbolik, Religionsphilosophie, Exegese des neuen Testaments und biblische Theologie des neuen Testamentes erstreckten, waren eine Fundgrube des Wissens, wirkten aber hauptsächlich anregend und zum eigenen Forschen reizend. Wenn er auch nicht in dem Sinne eine Schule hinterließ, wie Baur, so war doch sein theologischer Einfluss auf die Studentenwelt, auf die Generation der württembergischen Geistlichkeit, deren Studienjahre zwischen 1850 und 1870 fielen, ein stiller, aber tiefer und sehr weitgehender.
Sein theologischer Standpunkt war der der Vermittlungstheologie, da er seinem Wesen nach Kritiker und Eklektiker war. Als er die Hochschule als Student betrat, war dort die alte supranaturalistische Richtung am Erlöschen, die neuen Richtungen Schleiermacherscher und Hegelscher Theologie machten sich immer mehr geltend: 1831 trat Ferdinand Christian Baur mit seiner kritischen Tätigkeit, 1834 David Friedrich Strauß mit seinem Leben Jesu hervor. All diese Faktoren machten ihren Einfluss auf den jungen, für das Kritische und Dialektische so empfänglichen Theologen geltend. Thetisch und antithetisch hat er sich mit allen auseinandergesetzt und die Selbständigkeit seines Standpunkts gewahrt.
Er war entschieden positiver Theologe in der vollen Anerkennung des Offenbarungsbegriffes und der Wunder, der Sünde als einer Tat der menschlichen Freiheit. Wenn Landerer von der Missachtung, welche der Vermittlungstheologie von vielen Seiten entgegengebracht wird, seinen redlichen Anteil zu tragen hatte und außerhalb seines engeren Vaterlandes nie die Wertschätzung genoss, die er verdiente, so wurde ihm doch von unzähligen, die näher auf ihn eingingen, Dankbarkeit in hohem Maße gezollt.
Vieles von dem, was er auf seinem Lehrstuhl zuerst ausgesprochen und gelehrt hat, ist mündlich und schriftlich von Anderen als ihre eigene Weisheit preisgegeben worden. Landerer war nicht schreibselig, er hatte eine eigentümliche Scheu vor literarischen Veröffentlichungen und vor der Kritik – das Bessere war auch hier der Feind des Guten. Seine Bescheidenheit ging hier über in einen Mangel an Selbstvertrauen, wie er sich auch mannigfach imponieren ließ, wo man es nicht hätte erwarten sollen.

## Werke
- 13 Artikel in Herzogs Realenzyklopädie, 1. Auflage, u. a. „Kanon des Neuen Testaments“ (Bd. VII), „Melanchthon“ (Bd. IX), „Scholastische Theologie“ (Bd. XIII), „Tübinger Schule“ (Bd. XVI).
- Das Verhältnis von Gnade und Freiheit in der Aneignung des Heils. In: „Jahrbücher für deutsche Theologie“, Bd. II.
- Zur Dogmatik. Zwei akademische Reden von Dr. Maximilian Albert Landerer
- Gedächtnisrede auf Ferdinand Christian Baur (1860), herausgegeben von Weiß und Buder, Tübingen 1879
- Gedächtnisrede auf seinen Kollegen Oehler 1872
- Neueste Dogmengeschichte (von Semler bis auf die Gegenwart). Vorlesungen von Landerer, herausgegeben von P. Zeller, Heilbronn 1881;
- Predigten von Landerer. In einer Auswahl herausgegeben von P. Lang, Heilbronn 1880.